# Jaguar-Rundkrabbe
Die Jaguar-Rundkrabbe (Xantho poressa) ist eine Krabbenart, die im Nordost-Atlantik einschließlich des Mittelmeers sowie im Schwarzen Meer vorkommt. Sie ist eine der vier rezenten Arten der Gattung Xantho.

## Merkmale
Die Regionen des Rückenpanzers (Carapax) sind erkennbar. Der vordere Seitenrand ist mit vier breiten Lappen besetzt. Männchen sind mit bis zu 36 mm deutlich größer als Weibchen (bis 29 mm) und haben auch größere Scheren.

## Lebensweise
Die Jaguar-Rundkrabbe bewohnt felsige Untergründe in der flachen Schelfregion bzw. der Gezeitenschorre (0–15 m), wobei Gebiete mit größeren Steinen und Felsen dichter besiedelt sind. Auf sandigen Untergründen ist die Art so gut wie nicht anzutreffen. Während der Ebbe verstecken sich die Tiere unter Steinen. Die Männchen leben jeweils mit einer Gruppe Weibchen zusammen. Die Fortpflanzung erfolgt im späten Frühjahr bis Sommer, in diesem Zeitraum werden in monatlichem Anstand bis zu vier Gelege produziert. Die Weibchen tragen die befruchteten Eier, wie bei Krabben üblich, mit ihren Pleopoden. Aus den Eiern schlüpft die Zoea-Larve, welche nach jeweils zwei bis vier Tagen vier Stadien ohne grundlegenden Gestaltwechsel durchläuft, ehe sich durch Metamorphose die Megalopa-Phase anschließt. Diese erstreckt sich über 10 Tage und nach insgesamt 23 Tagen wird das erste Jungkrabbenstadium erreicht.

## Systematik und Taxonomie
Die Jaguar-Rundkrabbe wurde 1792 von Giuseppe Olivi in seiner naturwissenschaftlichen Dissertation über den Golf und die Lagune von Venedig erstmals beschrieben. Olivi nannte die Krabbe damals Cancer poressa. Weitere Synonyme sind Alpheus tinctor, Cancer levifrons, Cancer tinctor und Xantho rivulosa.